# 圣良纳堂

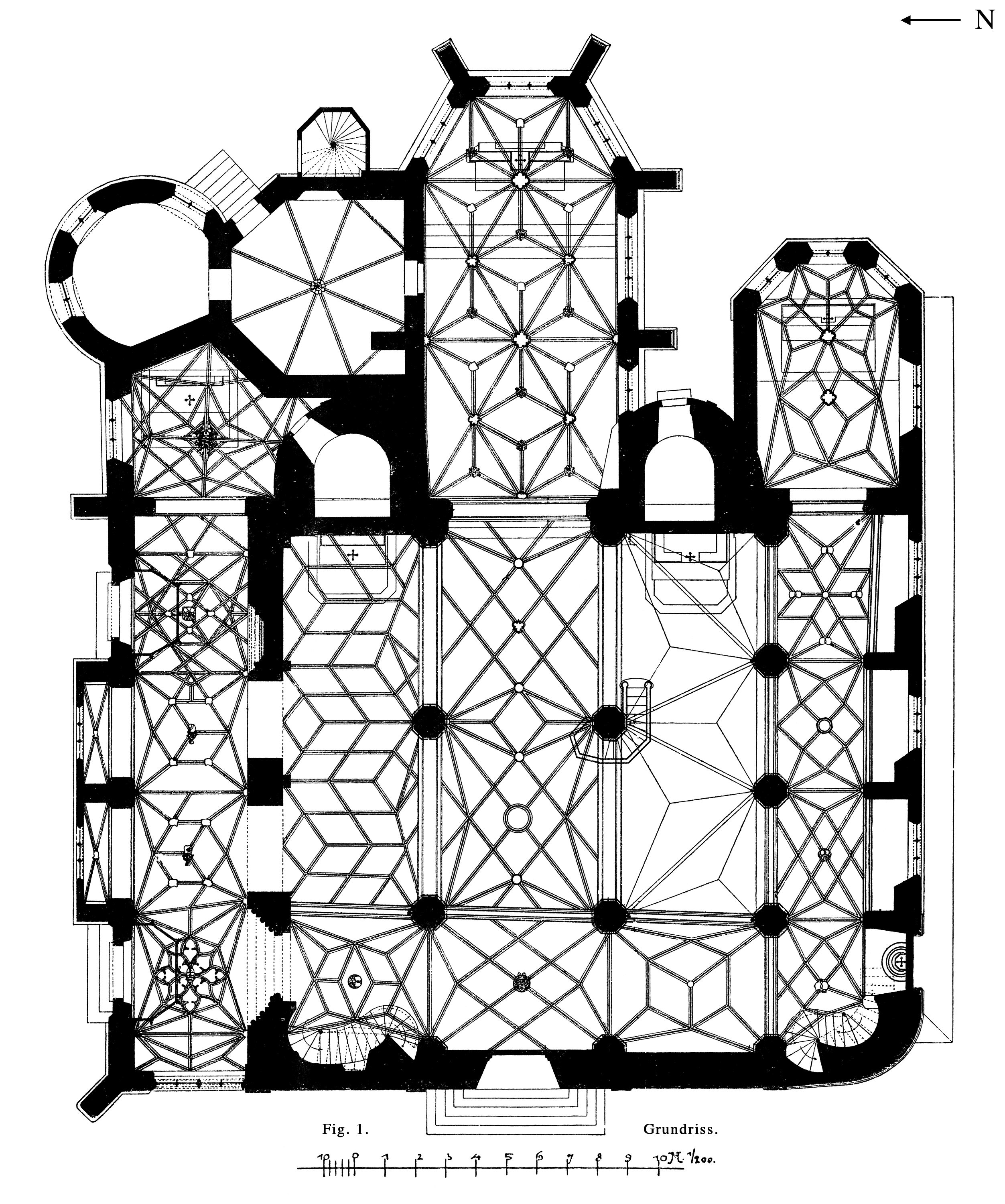
Floor plan

圣良纳堂（St. Leonhard）是德国法兰克福的一座天主教教堂，供奉圣良纳，位于市中心美因河附近。该堂创建于1219年，罗马式风格。1425年改建为哥特式。1792年，法国军队占据该堂，并盗卖大部分家具。二战期间，该堂是法兰克福老城的9座教堂中唯一完好无损的教堂。今天，该堂属于法兰克福大教堂堂区，供说英语的教友使用。该堂是法兰克福历史、教会历史以及中世纪工艺的纪念碑。

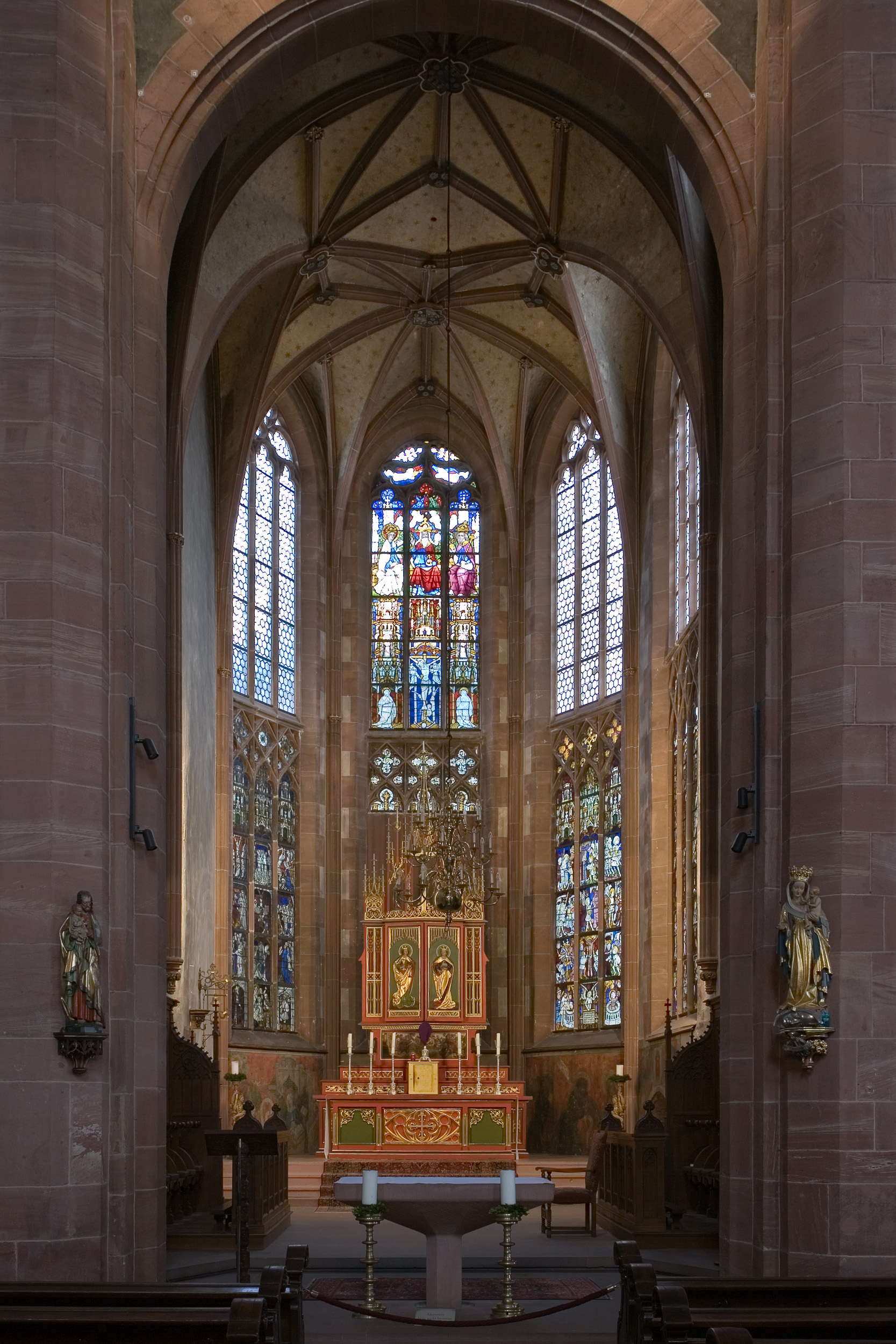

2011年，该堂内部进行修复。